# Fontaine de Barenton
Pour les articles homonymes, voir Barenton (homonymie).
La fontaine de Barenton est une fontaine qui est à la fois un lieu légendaire dans Brocéliande selon les textes du cycle arthurien, et un site de centre-Bretagne, dans la forêt nommée administrativement forêt de Paimpont. Elle est devenue l'un des sites touristiques liés à la légende arthurienne en Bretagne et un des sites de Brocéliande le plus célèbre à travers le monde entier.

## Toponymie
On rencontre de nombreuses attestations du nom à partir de l'époque médiévale : Berenton, Belenton ou Balenton. Sur les cartes IGN actuelles, on peut trouver la graphie Baranton. Il existe plusieurs hypothèses étymologiques, par le vieux-celtique, le roman ou le breton. 
Le Berenton de Wace serait à rattacher à la racine indo-européenne *bher-, qui signifie « bouillonner », et au celtique andon, qui désigne la source. La racine *berw- se rencontre tant en celtique continental qu'en celtique insulaire : gaulois beru- signifiant « source, fontaine » qui se poursuit dans le mot gaulois berura, berula qui désigne le cresson d'eau, plante qui nécessite de l'eau de source (ce mot se perpétue dans les langues romanes : français berle, provençal berlo, espagnol berro « cresson d'eau ») , celtique insulaire : breton birviñ "boullir ; bouillonner", gallois berwr, vieux breton beror, breton beler « cresson d'eau ». Ils remontent tous à la racine indo-européenne *bher(u)- « source ». Une autre explication se base sur les formes plus régulières du type Barenton, qui serait basée sur l'élément bar- qui désigne un sommet (gaulois barros « tête », sens métaphorique dans les noms de lieux dans Bar-le-Duc, Barre-des-Cévennes, etc., cf. vieil irlandais barr « sommet, cime, pointe, bout », gallois, cornique bar « sommet », breton barr ar penn « sommet de la tête »), d'où le sens global de « source de la colline ». Une dernière proposition se base sur les variantes  Belenton et Balenton et repose sur l'élément Bel- que l'on retrouve dans le nom du dieu gaulois Belenos, ce qui donne la « source de Bel », bien qu'il s'agisse plus probablement d'un simple processus de dissimilation comme dans le vieux breton beror > breton beler. L'explication possible par le breton se fait à partir de barr (sommet, paroxysme"  ou de vx-breton bell "agitation, querelle" (d'où le préfixé mod. arvell) et tonn "flot". Un composé avec andon (supra) est aussi possible[réf. nécessaire]. Quoi qu'il en soit, le lieu est associé à un certain type d'eau bouillonnante.  
Il existe en France plusieurs Barenton, dont Barenton (Manche, Barenton 1180) et Barentons, rivière de l'Aisne et on retrouve ce radical Barent- dans Barentin (Seine-Maritime, Barentini 1006), également dans Barentin, hameau à Meulers (Seine-Maritime), suivi du suffixe gaulois -in-. Cela accréditerait l'idée d'une formation hydronymique en Barant-, suivi d'un suffixe gaulois -on-. Mais la distribution de la racine *ber- n'indique pas à quelle période se serait créé le toponyme, d'autant que les accusatifs latins en -onem se confondent avec le celtique -on-. La question se charge de toute la complexité des légendes.  

## Dans les œuvres médiévales

### Roman de Rou
Le premier texte à citer la fontaine est le Roman de Rou du clerc et poète normand Wace de Jersey. Ce long poème en ancien français (scripta normande), daté de 1160 ou à peu près, donne en effet : 

« La fontaine de Barenton

sort d'une part lez le perron 

aler i solent veneor

a Berenton par grant chalor,

e a lor cors l'eve espuiser

e le perron desus moillier 

por ço soleient pluie aveir. »

— Wace, Roman de Rou, vers 11 518 à 11 524
Wace parle de la forêt de Bréchéliant (c'est-à-dire Brocéliande), « dont les Bretons vont souvent fablant », et décrit la fontaine comme une « merveille ». D'après son texte, par temps de sécheresse, les Bretons viennent puiser l'eau de cette fontaine et la verser sur le perron pour déclencher la pluie. Désireux de voir le prodige lui-même, Wace raconte plus loin qu'il s'est rendu lui-même sur le site, mais n'a rien trouvé : « fol m'en revins, folie quis, por fol me tins ».

### Yvain ou le Chevalier au lion
Un quart de siècle plus tard, dans Yvain ou le Chevalier au lion, Chrétien s'inspire du texte de Wace et développe l'histoire de la fontaine et de son perron, en l'associant à la légende arthurienne. Il décrit la petite chapelle, le pin à proximité où pend un bassin d'or, mais il ne la nomme pas. Étant située en forêt de Brocéliande et pourvue des mêmes caractéristiques merveilleuses, il ne fait pas de doute qu'il s'agit de Barenton.

« Mesire Yvains chele nuit ot

Mout boin hostel et mout li plot.

Et quant che vint a l'endemain,

Si vit les tors et le vilain,

Qui la voie li enseigna;

Mais plus de .c. fois se seigna

De la merveille que il ot,

Conment Nature faire sot

Oevre si laide et si vilaine.

Puis erra dusque a la fontaine,

Si vit quanques il vaut veoir.

Sans arrester et sans seoir,

Versa seur le perron de plain

De l'yaue le bachin tout plain.

De maintenant venta et plut

Et fist tel temps que faire dut.

Et quant Dix redonna le bel,

Sor le pin vinrent li oysel

Et firent joie merveillouse

Seur la fontaine perillouse. »

— Chrétien de Troyes, Yvain ou le Chevalier au lion
Dans le texte de Chrétien, le chevalier Calogrenant vient à la fontaine, déclenche la tempête, et est défié pour cela par le Chevalier Noir qui le vainc. Le roi Arthur veut voir la merveille et décide d'y aller. Mais le cousin de Calogrenant, Yvain, le devance, déclenche la tempête et combat le Chevalier Noir. Il le vainc et devient forcé d'être le gardien de la fontaine.

### Autres mentions
En 1128, Huon de Mery vient à la fontaine – ou plutôt prétend venir – mais il ne la nomme pas. Giraud de Barri, contemporain de Wace et de Chrétien de Troyes, parle de la fontaine dans sa Topographia Hibernica (Topographie d’Irlande, 1188). Il cite une fontaine en Bretagne armoricaine, dont on arrose la pierre avec des eaux puisées dans une corne de buffle. Aussitôt, la pluie se met à tomber. Dans le conte gallois d'Owein et Luned (début XIIe) correspondant au roman de Chrétien, Owein remplace Yvain et Cynon remplace Calogrenant. La description de la fontaine dans le conte gallois est néanmoins, selon toute vraisemblance, empruntée au texte de Chrétien de Troyes.
En 1942, Louis Aragon évoque la fontaine dans son poème Brocéliande. C'est le titre d'une pièce de Henry de Montherlant, écrite en 1956.

## Historique
Dès l'Antiquité, cette fontaine est le centre d'institutions sacrées, en lien avec les prétendus pouvoirs miraculeux de ses eaux froides qui se maintiennent toute l'année à une température de 10 °C. Elles ont en effet parfois un aspect d'ébullition, surtout par temps orageux, paraissant bouillir sous l'effet de grosses bulles d'azote pur et du gaz carbonique qui s'en échappent. D'autre part, les galets rouges du sol qui évoquent des braises et les brouillards matinaux à l'origine parfois de l'apparition d'un spectre analogue à celui de Brocken (spectre que les gens du lieu attribuent au roi Salomon de Bretagne), renforcent la croyance aux vertus magiques de cette source. C'est ainsi qu'elle est censée soigner les maladies mentales grâce à un collège de druidesses qui l'utilisaient, d'où le nom du hameau voisin de Folle Pensée.
Cette fontaine merveilleuse est mentionnée dans plusieurs sources médiévales, en particulier le Roman de Rou écrit par Wace. Elle est citée vers 1160 comme une fontaine pouvant faire tomber la pluie, déclencher la tempête ou un orage. À la fin du XIIe siècle, elle est associée à la légende arthurienne et devient un lieu d'épreuve pour les chevaliers de la cour de Bretagne. Indissociable de la forêt de Brocéliande, elle a néanmoins connu moins de succès que cette dernière. Ainsi apparaît-elle souvent dans les textes médiévaux sans être nommée.
La première tentative de localisation précise arrive tardivement, en 1467. Dans la charte les Usemens de la forest de Brecilien, à l'époque où cette seigneurie appartient à Guy XIV de Laval. Le texte reprend celui de Wace et localise la fontaine dans la forêt de Paimpont :

« …Item auprès du dit breil, il y a un breil nommé le breil de Bellanton, et auprès d’yceluy, il y a une fontaine nommée la fontaine de Bellanton…[…] Item joignant la dite fontaine, il y a une grosse pierre qu’on nomme le perron de Bellanton, et toutes les fois que le seigneur de Montfort vient à ladite fontaine, et de l’eau d’icelle arrose et mouille le perron, quelque chaleur, temps sur de pluie, quelque part que le vent soit, soudain et en peu d’espace, plutôt que le dit seigneur n’aura pu recouvrer son chasteau de Comper, ains que soit la fin d’iceluy jour, plera en pays si abondamment que la terre et les biens estant en icelle en sont arrousées, et moult leur profite. »

— Aurélien de Courson, Le Cartulaire de Redon
La tradition évoque effectivement la fontaine de Barenton comme étant miraculeuse, elle est utilisée comme pierre manale, pour faire tomber la pluie. Les seigneurs de Montfort-Gaël s'y rendirent à plusieurs reprises afin de demander la pluie en versant quelques gouttes de l'eau de la fontaine sur un gros bloc de grès appelé aujourd'hui « Perron de Merlin » surplombant la fontaine, Merlin ayant rencontré la fée Viviane assise sur cette pierre. La fontaine est re-popularisée au XIXe siècle par les romantiques et le développement de la celtomanie du XIXe siècle la popularise. Sa localisation est définitivement entérinée par Félix Bellamy. Le 6 novembre 1934, un arrêté classe le site parmi les « monuments naturels et les sites de caractère artistique, historique, scientifique, légendaire et pittoresque ». Le massif forestier de Paimpont compte plusieurs sources, la fontaine de Barenton n'étant que l'une d'elles. Elle est au-dessus du lieu-dit de « Folle Pensée », à 190 mètres d'altitude, sur le contrefort nord de la Butte de Ponthus qui culmine à 258 mètres.

## Sources
- Yann Goven, Brocéliande : un pays né de la forêt, Rennes, Ouest-France, coll. « Itinéraires de découvertes », 1997 (réimpr. 2003), 127 p. (ISBN 2-7373-2177-8, BNF 36175484)
- Jacky Ealet, « Fontaine de Barenton », dans Dictionnaire de la Table ronde, Jean-Paul Gisserot, 2007, 62 p. (ISBN 2-87747-909-9 et 978-2-87747-909-7, BNF 41052486)
- Korentin Falc'hun, « La Cartographie arthurienne en Bretagne continentale : l'histoire de Brocéliande », dans Des chevaliers de la Table ronde à l'Ordre de l'Hermine, Les Cahiers de l'Institut', 2009, chap. 13, p. 33-46Actes du colloque annuel organisé par l'Institut culturel de Bretagne - Skol-Uhel ar Vro, Rennes, 27 septembre 2008.
- Chantal Connochie-Bourgne, « La fontaine de Barenton dans l'Image du monde de Gossuin de Metz. Réflexion sur le statut encyclopédique du merveilleux », dans Mélanges de langue et littérature françaises du Moyen Âge et de la Renaissance offerts à Monsieur Charles Foulon, professeur de langue et littérature françaises du Moyen Âge et de la Renaissance, par ses collègues, ses élèves et ses amis, t. I, Rennes, Institut de français, Université de Haute-Bretagne, 1980, p. 37-48.